# セルフタイトル
セルフタイトル（self-titled）は、エポニムの一種で、国内外において音楽作品名に自身のアーティスト名をつける手法。
主にデビュー作品やベスト・アルバムなど、そのアーティストにとって「その作品が特別な作品である」という理由で使用することが多い。
なお、作品タイトルの一部にアーティスト名が含まれる例もあるが、これらの作品の扱いについては不明となっている。

## 主な作品

### アルバム
タイトルの後ろに(1)が付いたものは、1stアルバムもしくはデビューアルバムを示す。

#### あ行
- 愛奴：『愛奴』(1)
- Aooo：『Aooo』(1)
- アヴリル・ラヴィーン：『Avril Lavigne』
- Akeboshi：『Akeboshi』(1)
- アスキング・アレクサンドリア：『Asking Alexandria』
- EARTHSHAKER：『EARTHSHAKER』(1)
- abingdon boys school：『abingdon boys school』(1)
- ALFEE：『ALFEE』
- アンダーグラフ：『UNDER GRAPH』
- andymori：『andymori』(1)
- Andy's：『ANDY'S』(1)
- androp：『androp』
- YELLOW FRIED CHICKENz：『YELLOW FRIED CHICKENz I』(1)
- YMO：『イエロー・マジック・オーケストラ』(1)
- インナージャーニー：『インナージャーニー』(1)
- ウィーザー：『ウィーザー』
同名のアルバムを過去4度に渡って発売しており、それぞれジャケットの色で「ブルー・アルバム」「グリーン・アルバム」「レッド・アルバム」「ホワイト・アルバム」と通称される。
- WEAVER： 『WEAVER』
- ウェザー・リポート：『ウェザー・リポート』(1)
12作目のアルバムもセルフタイトルである。
- ウルフルズ：『ウルフルズ』
- エスケイプ・ザ・フェイト：『Escape the Fate』
- m.c.A・T：『m.c.A・T』
- ELLEGARDEN：『ELLEGARDEN』(1)
- エレファントカシマシ：『THE ELEPHANT KASHIMASHI』
- 大滝詠一：『大滝詠一』(1)
- 大森靖子： 『大森靖子』
- オールウェイズ：『ALWAYS BE TRUE』(1)
- OKAMOTO'S：『OKAMOTO'S』
- 男闘呼組：『男闘呼組』(1)
- オブ・マイス・アンド・メン：『Of Mice & Men』(1)
- オユンナ：『オユンナ ОЮУНАА』(1)
- ORANGE RANGE：『ORANGE RANGE』
- オリエンタル・マグネチック・イエロー：『Oriental Magnetic Yellow』

#### か行
- カシオペア：『CASIOPEA』(1)
- 川本真琴 : 『川本真琴』(1)
- キッス：『KISS』(1)
- 清木場俊介：『清木場俊介』(1)
- King & Prince:『King & Prince』(1)
- girugamesh：『Girugamesh』
- クイーン：『Queen』(1)
- グッドモーニングアメリカ：『グッドモーニングアメリカ』
- クライズラー&カンパニー：『KRYZLER&KOMPANY』
- クリスタルキング：『CRYSTAL KING』(1)
- クール&ザ・ギャング:『Kool and the Gang（英語版）』(1)
- GLAY：『GLAY』
- CRAZE：『craze』
- globe：『globe』(1)
- ザ・クロマニヨンズ：『ザ・クロマニヨンズ』(1)
- 桑田佳祐：『Keisuke Kuwata』(1)
- ケタマ（スペイン語版）: 『Ketama』(1)
- 結束バンド：『結束バンド』(1)
- 剛力彩芽：『剛力彩芽』(1)
- ゴスペラーズ：『The Gospellers』(1)
- コブクロ：『5296』
- 米米CLUB：『米米CLUB』
- COMPLEX：『COMPLEX』(1)

#### さ行
- サカナクション：『sakanaction』
- ザ50回転ズ：『ザ50回転ズ』
- サザンオールスターズ：『Southern All Stars』
- サディスティック・ミカ・バンド：『SADISTIC MIKA BAND』(1)
- サニーデイ・サービス：『サニーデイ・サービス』
- THE SURF COASTERS：『THE SURF COASTERS』
- Seattle Standard Café：『Seattle Standard Café』(1)
- J-WALK：『Jay-Walk』(1)
- J Soul Brothers：『J Soul Brothers』(1)
  - 後継ユニットである三代目 J Soul Brothersも2011年に同名のアルバム『J Soul Brothers』を発売している。
- SECRET 7 LINE：『SECRET 7 LINE』
- SHISHAMO：『SHISHAMO』
  - デビュー前の自主制作盤『卒業制作』を除き、以降は「SHISHAMO（数字）」のタイトルを一貫している。
- システム・オブ・ア・ダウン：『System of a Down』(1)
- cinema staff：『cinema staff』
- S#arp：『S#ARP』(1)
- SIAM SHADE：『SIAM SHADE』
- ジャコ・パストリアス：『Jaco Pastorius（ジャコ・パストリアスの肖像）』(1)
- 集団行動：『集団行動』(1)
- sugar soul：『sugar soul』
- シュノーケル：『シュノーケル』
- SHŌGUN：『SHŌGUN』(1)
- syrup16g：『Syrup16g』
- スキマスイッチ：『スキマスイッチ』
- SCANDAL：『SCANDAL』
- スターダストレビュー：『STARDUST REVUE』(1)
- ステファニー：『ステファニー』
- ストレイテナー：『STRAIGHTENER』
- スーサイド・サイレンス：『Suicide Silence』
- スピッツ：『スピッツ』(1)
- スリー・デイズ・グレイス：『Three Days Grace』(1)
- SUPER EIGHT：『SUPER EIGHT』
- SUPER BEAVER：『SUPER BEAVER』
- Superfly：『Superfly』(1)
- SOPHIA：『SOPHIA』(1)
- sora tob sakana：『sora tob sakana』(1)

#### た行
- ザ・タイマーズ：『THE TIMERS』(1)
- timelesz『timelesz』
- たま：『たま』
- THE CHERRY COKE$：『THE CHERRY COKE$』
- T-SQUARE：『T-SQUARE』
- TUBE：『TUBE』
- つるうちはな：『つるうちはな』(1)
- DEEN：『DEEN』(1)
- デイト・オブ・バース：『Date of Birth』
- デヴィッド・ボウイ：『David Bowie』(1)
- デフ・レパード：『デフ・レパード』
- T-BOLAN：『T-BOLAN』(1)
- D'ERLANGER：『D'ERLANGER』
- 転校生：『転校生』(1)
- XIIX：『XIIX』
- Do As Infinity：『Do As Infinity』
- TOKIO：『TOKIO』(1)
- TOTO：『TOTO』[注釈 2](1)
- トミタ栞：『トミタ栞』(1)
- TOM★CAT：『TOM★CAT』(1)
- DREAMS COME TRUE：『DREAMS COME TRUE』(1)

#### な行
- 中川晃教：『中川晃教』(1)
- 中島みゆき：『中島みゆき』
- NEE：『NEE』(1)
- NITRO MICROPHONE UNDERGROUND：『NITRO MICROPHONE UNDERGROUND』(1)
- NewJeans：『New Jeans』(1)
- NEWS：『NEWS』
- ネヴィル・ブラザーズ：『The Neville Brothers』(1)
- ノーナ・リーヴス：『NONA REEVES』
- NOBODY：『NOBODY』(1)

#### は行
- Heart：『ハート（英語版）』
- BAAD：『BAAD』(1)
- HER NAME IN BLOOD：『HER NAME IN BLOOD』
- Pile：『PILE』
- THE HIGH-LOWS：『THE HIGH-LOWS』(1)
- バックストリート・ボーイズ: 『Backstreet Boys（英語版）』(1996年、1)『Backstreet Boys（英語版）』(1997年)
- THE BACK HORN：『THE BACK HORN』
- はっぴいえんど：『はっぴいえんど』(1)『HAPPY END』
- バンドじゃないもん!：『バンドじゃないもん!』(1)
- パンドラ: 『Pandora（スペイン語版）』(1)
グループ名改称後、最初のアルバム。前身グループのTrebol時代にはアルバムを出していない。
- VAMPS：『VAMPS』(1)
- B'z：『B'z』(1)
配信限定アルバムとして、2007年には海外限定で、2012年にも世界63ヶ国に向けて同タイトルの作品がリリースされた。
- ビートルズ：『The Beatles』  
なお、真白いジャケットから通常「ホワイト・アルバム」と呼ばれる。
- P-MODEL：『P-MODEL』
- Buzy：『Buzy』(1)
グループ名改称後、最初のアルバム。前身グループのCOLOR時代を含めるとデビューアルバムではない。
- 光GENJI：『光GENJI』(1)
- ピチカート・ファイヴ：『ピチカート・ファイヴ』
- Hilcrhyme：『Hilcrhyme』
- FACT：『FACT』
- fuzzy knot：『fuzzy knot』(1)
- FUNKY MONKEY BABYS：『ファンキーモンキーベイビーズ』
- Fish Tone：『FISH TONE』(1)
- 風味堂：『風味堂』
- ふきのとう：『ふきのとう』(1)
- フジファブリック：『フジファブリック』(1)
- ブラー：『Blur』
- Fride Pride：『Fride Pride』(1)
- ブラック・ベイル・ブライズ：『Black Veil Brides』
- フランス・ギャル『France Gall（フランス語版）』(1973年)、『『France Gall（フランス語版）』(1975年)
セルフタイトルアルバムを2度にわたって発売している。
- the brilliant green：『the brilliant green』(1)
- PRINCESS PRINCESS : 『PRINCESS PRINCESS』
- THE BLUE HEARTS：『THE BLUE HEARTS』(1)
- THA BLUE HERB：『THA BLUE HERB』
- BREAKERZ：『BREAKERZ』(1)
- FRONTIER BACKYARD：『FRONTIER BACKYARD』(1)
- PE'Z：『pe'z』(1)
- BESTIEM：『BESTIEM』(1)
- ベンチャーズ:『ザ・ベンチャーズ』
- BOØWY：『BOØWY』
- 放課後ティータイム：『放課後ティータイム』
- ボブ・ディラン：『Bob Dylan』(1)[3]
- ホリーズ：『Hollies』
セルフタイトルアルバムを2度にわたって発売しており、それぞれ発売年をつけて「Hollies (1965)」「Hollies (1974)」と通称される。
- Polaris：『Polaris』(1)
- ポルノグラフィティ：『ポルノグラフィティ』
- ホワイトスネイク：『White Snake』[注釈 3]

#### ま行
- MY FIRST STORY：『MY FIRST STORY』(1)
- マジカル・パンチライン：『MAGiCAL PUNCHLiNE』(1)
- MAN WITH A MISSION：『MAN WITH A MISSION』(1)
- Ms.OOJA：『Ms.OOJA』(1)
- Mrs. GREEN APPLE：『Mrs. GREEN APPLE』
- millennium parade : 『THE MILLENNIUM PARADE 』(1)
- mink：『mink』(1)
- moumoon：『moumoon』(1)
- ムーンライダーズ：『MOON RIDERS』
- メタリカ：『メタリカ』
- ももいろクローバーZ：『MOMOIRO CLOVER Z』

#### や行
- 野狐禅:『野狐禅』
- 休みの国：『休みの国』(1)
- 山嵐：『山嵐』(1)
- YOUNGER GENERATION：『YOUNGER GENERATION』(1)
- YOUR SONG IS GOOD：『YOUR SONG IS GOOD』(1)
- 憂歌団：『憂歌団』(1)
- YOUTHQUAKE：『YOUTHQUAKE』
- ユナイテッド・フューチャー・オーガニゼイション：『United Future Organization』(1)
- UNISON SQUARE GARDEN：『UNISON SQUARE GARDEN』(1)
- eufonius：『eufonius』(1)

#### ら行
- Riot of color：『Riot of color』(1)
- ライフハウス：『Lifehouse』
- RADWIMPS：『RADWIMPS』(1)
- Rie fu：『Rie fu』(1)
- リヴィング・イン・ア・ボックス:　『Living in a box（英語版）』(1)
- 緑黄色社会：『緑黄色社会』(1)
- Little Glee Monster：『Little Glee Monster』
- LUNA SEA：『LUNA SEA』(1)
- レイジ・アゲインスト・ザ・マシーン：『Rage Against the Machine』(1)
- レキシ：『レキシ』(1)
- ラッキーオールドサン：『ラッキーオールドサン』(1)
- REV：『REV』(1)
- レベッカ：『REBECCA IV 〜Maybe Tomorrow〜』
- レディー・ガガ：『ジョアン』

#### わ行
- 忘れらんねえよ：『忘れらんねえよ』(1)
- WAG：『WAG』(1)
- 渡辺貞夫：『Sadao Watanabe』
- ONE OK ROCK：『ONE OK ROCK』(1)
- WANDS：『WANDS』(1)

### シングル
- AION：『愛音〜AION〜』
アルバムと同名。
- 嵐：『A・RA・SHI』(1)
- =LOVE：『=LOVE』(1)
- うしろゆびさされ組：『うしろゆびさされ組』(1)
- 宇頭巻：『宇頭巻』(1)
- speena：『スピーナ』
- J Soul Brothers：『J Soul Brothers』(1)
- 羞恥心：『羞恥心』(1)
- bice：『bice』(1)
- 悲愴感：『悲愴感』(1)
- Sexy Zone：『Sexy Zone』(1)
- NEWS：『NEWSニッポン』
- リヴィング・イン・ア・ボックス:　『Living in a box（英語版）』(1)